# 료운인
료운인(일본어: 良雲院 りょううんいん[*], 생년 미상 - 간에이 14년 3월 12일 (1637년 4월 7일))은 아즈치모모야마 시대부터 에도 시대 초기에 걸쳐 살은 여성이다. 도쿠가와 이에야스의 측실이다. 이름은 타케(竹)이다. 아버지는 타케다가의 옛 가신 이치카와 마사나가로 알려져있다.

## 생애
타케다가의 옛 가신 이치카와 마사나가의 딸로 알려졌지만, 다른 설로는 타케다가의 옛 가신 아나야마 노부타다나 아키야마 토라야스, 또는 타케다 신겐의 딸이라는 설도 있다. 덴쇼 8년 (1580년)에 도쿠가와 이에야스와의 사이에서 3녀 후리히메를 낳은 것으로 보아, 이 무렵에 측실이 된 것으로 보인다. 그러나, 후리히메의 생모를 이에야스의 다른 측실인 시모야마도노라는 설도 있어 확실하지 않다.
간에이 14년 3월 12일 (1637년 4월 7일)에 사망했다. 계명은 良雲院殿天譽壽清大姉이다. 묘소는 도쿄도 다이토구에 있는 사이후쿠지이다. 또 공양탑은 나가노현 나가노시에 젠코지에 있다.